# Morgan Fisher
Morgan Fisher (* Stephen Morgan Fisher; 1. ledna 1950, Mayfair, Londýn, Anglie) je anglický klávesista a skladatel, nejvíce známý jako člen rockové skupiny Mott the Hoople, mimo ně ale také spolupracoval například s Queen.